# Constantin von Alvensleben

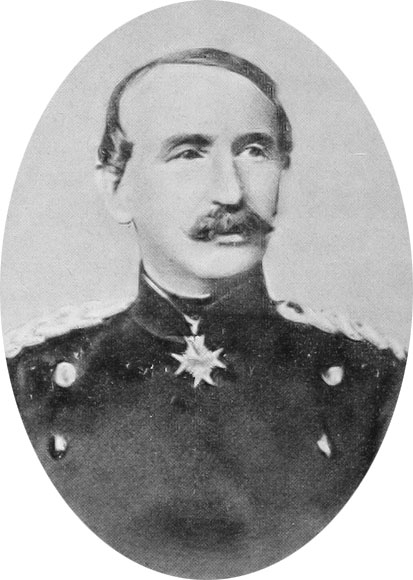
Constantin von Alvensleben

Constantin von Alvensleben, porträtiert von Anton Alexander von Werner (1903)

Reimar Constantin von Alvensleben (* 26. August 1809 in Eichenbarleben; † 28. März 1892 in Berlin) war ein preußischer General der Infanterie.

## Leben

### Herkunft
Constantin von Alvensleben entstammte der niederdeutschen Adelsfamilie von Alvensleben. Seine Eltern waren der Oberstleutnant Gebhard Johann von Alvensleben (1773–1856) und dessen Ehefrau Caroline Friederike Eleonore von Alvensleben (1773–1826). Er hatte vier Brüder, von denen Werner und Gustav ebenfalls Generäle wurden.

### Militärkarriere
Alvensleben wurde wie seine älteren Brüder im Berliner Kadettenhaus erzogen und 1827 als Sekondeleutnant dem Kaiser Alexander Grenadier-Regiment der Preußischen Armee überwiesen. Bis 1858 stieg er zum Oberstleutnant auf und wurde 1860 Chef der Abteilung für Armeeangelegenheiten im Kriegsministerium, im gleichen Jahr Oberst und 1861 Kommandeur des Kaiser Alexander Garde-Grenadier-Regiment. Bereits 1861 wurde Alvensleben wieder zur Truppe zurückversetzt und er übernahm in der Folgezeit verschiedene Kommandopositionen. Nach dem Deutsch-Dänischen Krieg 1864 wurde er Generalmajor, nach dem Deutschen Krieg von 1866, in dem er anfangs die 2. Garde-Brigade und ab 3. Juli die 1. Garde-Division erfolgreich führte, avancierte er zum Generalleutnant. Während der Schlacht bei Königgrätz musste er den Angriff des gefallenen Generals Wilhelm Hiller von Gaertringen auf die österreichischen Stellungen bei Chlum fortführen und wurde dafür mit dem Orden Pour le Mérite ausgezeichnet.
Zu Beginn des Deutsch-Französischem Krieg wurde Alvensleben am 18. Juli 1870 zum Kommandierenden General des III. Armee-Korps bestellt. Die dem Korps unterstellte 5. und 6. Division wurde dabei der gegen die Festung Metz vorstoßenden Armee des Prinzen Friedrich Karl von Preußen zugeteilt. In der Schlacht bei Mars-la-Tour am 16. August fasste er den für das französische Heer folgenschweren Entschluss, mit seinem Korps die erkundeten feindlichen Truppen bei Vionville so energisch anzugreifen, dass das feindliche Heer westlich von Metz zum Stehen gebracht werden konnte. Zwei Tage später, am 18. August griffen seine Truppen auch in der Schlacht bei Gravelotte ein, verblieben danach als Belagerungskorps am linken Moselufer und erreichten bis zum 26. Oktober die Übergabe der Festung Metz. Ende Oktober 1870 führte Alvensleben sein Korps gegen die neu aufgestellte Loirearmee, bewahrte am 28. November das bedrängte X. Armeekorps in der Schlacht von Beaune-La-Rolande gegen General Crouzat vor der sich abzeichneten Niederlage und griff am 3. und 4. Dezember noch in der Schlacht bei Orléans ein. Abschließend wurden vom 6. bis 12. Januar 1871 die feindlichen Truppen unter General Alfred Chanzy in der Schlacht bei Le Mans geschlagen. Für seine Verdienste erhielt General Alvensleben eine Dotation in Höhe von 150.000 Talern. Am 26. März 1873 gab er das Kommando über das III. Armee-Korps ab und schied aus dem Militärdienst aus.
Anlässlich des Jahrestages der Entscheidungsschlacht von Le Mans wurde Alvensleben am 12. Januar 1892 der Schwarze Adlerorden sowie das Großkreuz des Roten Adlerordens mit Eichenlaub und Schwertern am Ringe verliehen. Am Tage seiner Beisetzungsfeierlichkeiten erließ Wilhelm II. am 30. März 1892 die A.K.O., dass das in Cottbus stationierte 6. Brandenburgische Infanterie-Regiment Nr. 52 zu Ehren des Verstorbenen zukünftig den Namen Infanterie-Regiment „von Alvensleben“ (6. Brandenburgisches) Nr. 52 zu tragen habe. Dort wurde ihm 1912 auch ein von Bildhauer Emil Cauer entworfenes Denkmal errichtet, das nach 1945 verschwunden ist. Nach der Wende 1990 erhielt die Kaserne in Cottbus wieder den Namen „Alvensleben-Kaserne“. Sein Grab befindet sich noch in Ballenstedt.